# Chomelia
Chomelia es un género con 162 especies de plantas con flores perteneciente a la familia Rubiaceae.

## Especies seleccionadas
- Chomelia affinis
- Chomelia albicaulis
- Chomelia alleizetti
- Chomelia amara
- Chomelia angolensis
- Chomelia angustifolia
- Chomelia anisomeris
- Chomelia apiculata
- Chomelia venulosa

## Sinonimia
- Anisomeris, Caruelina